# Liz Chicaje
 (mai 2025).
Liz Chicaje Churay, née le 8 décembre 1982 au Pebas (en), est une leader indigène péruvienne. Son travail de défense des populations aborigènes, et pour la préservation de la faune, la flore, la protection et la revalorisation de la diversité culturelle indigène ont contribué à obtenir le classement de la Zone Réservée Yaguas dans le Parc national Yaguas avec l'Arrêté Suprême N° 001-2018-MINAM émis par l'État péruvien le 10 janvier 2018, par lequel sont protégés 868.972,84 hectares de considérables ressources naturelles et la survie de 29 communautés aborigènes qui vivent autour. Ces faits lui ont valu, en février 2019, d'être reconnue par le Prix Franco-Allemand des Droits Humains et de l'État de Droit qu'attribuent les ambassades de France et d'Allemagne comme reconnaissance aux promoteurs des droits humains dans le monde.

## Biographie

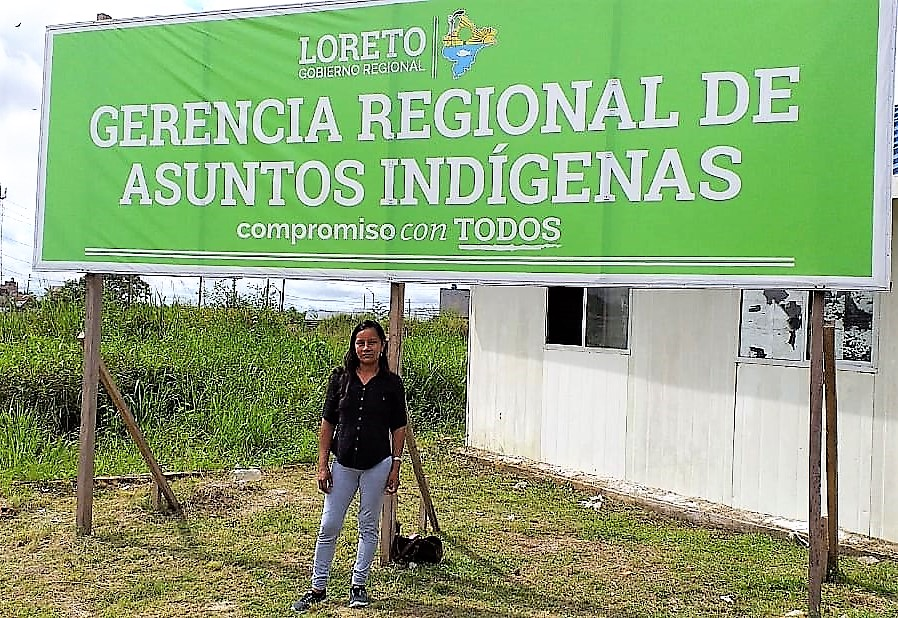
Liz Chicaje Churay développe un travail coordonné et articulé avec la Gérance Régionale des Affaires Indigènes du Gouvernement Régional de Loreto ainsi qu'avec d'autres autorités et institutions locales, régionales et nationales avec l'objectif d'améliorer la qualité de vie des populations indigènes de sa localité de Loreto.

Liz Chicaje Churay est née le 8 décembre 1982 dans la communauté native Boras de Pucaurquillo, arrondissement de Pebas, province de Ramón Castilla, département de Loreto, au sein d'une famille consacrée à l'agriculture et l'artisanat comme principales activités économiques, qui sont celles de la plupart des habitants de sa communauté. La famille de Liz descend du clan Newat dont la signification en espagnol est « Épervier ».
Liz a vécu entourée d'arbres, plantes et animaux sylvestres, et de ce fait a appris très jeune à aimer et protéger la nature; mais la taille illégale de bois généralisée, la prédation d'espèces naturelles et l'extraction minière illégale dont elle a été témoin et qui ont mis en danger l'existence de communautés indigènes comme la sienne l'ont décidée à affronter ces grands problèmes et lutter pour les droits indigènes et la protection de l'environnement. Elle savait toutefois que la tâche ne serait pas facile, et que pour y arriver il lui fallait se préparer et améliorer ses aptitudes de communication et leadership, ce à quoi a contribué son passage par l'institut biblique de sa communauté et le travail qu'elle a réalisé avec les enfants à l'école dominicale.
Consciente du besoin d'impliquer plus de personnes pour faire face aux grands défis qui affectaient sa communauté et d'autres comme la sienne, elle a entamé un travail d'information et de sensibilisation auprès de ses voisins et des autorités communales et bien que certains se soient ralliés à sa cause elle s'est aussi heurtée à des refus, ce qui ne l'a pas découragée mais au contraire l'a motivée à continuer à travailler. C'est dans ces circonstances qu'elle a été invitée par la candidate à la mairie de l'arrondissement de Pebas à être candidate pour représenter les communautés indigènes dans la gestion de son arrondissement, ce qui lui a permis, au cours de l'année 2013, de parcourir la totalité des communautés de l'arrondissement et de connaître de plus près la problématique à laquelle faisait face la population. Bien que le parti avec lequel elle s'est présentée aux élections n'ait pas gagné, ses parcours pendant la campagne ont permis à beaucoup de la connaître, de se joindre à sa cause et de reconnaître son travail, si bien que l'année suivante elle a été élue Présidente de la Fédération Nationale de Communautés Natives – FECONA qui regroupe 14 communautés indigènes, où elle a exercé un travail ardu pour la préservation des droits et culture indigènes et la reconnaissance officielle des terres des communautés membres de la FECONA, et où elle a démontré son engagement pour la conservation des bois et la biodiversité amazonienne, étant pionnière pour mettre en place le mécanisme TDC du Programme des Bois dans les communautés de l'Ampiyacu à Loreto.
En tant que membre du Comité de Classement de la Zone Réservée Yaguas, son travail a été décisif pour qu'en janvier 2018 cette zone réservée soit classée parc national et devienne le parc national Yaguas par l'Arrêté Suprême N° 001-2018-MINAM. A ce sujet Liz a dit : « Nous avons réussi à faire de ce lieu un lieu sacré et nous avons maintenant un lieu sûr où les animaux vont se reproduire et ne seront plus touchés, il ne viendra pas d'intrus, c'est ainsi que nous avons voulu assurer, dans ce but, les communautés et nous les responsables avons dû lutter et nous confronter à beaucoup qui ne voulaient pas la création de ce Parc ».
Son travail avéré dans la préservation des droits et culture indigènes, la conservation des bois, la préservation de la biodiversité amazonienne et sa contribution significative à la création du parc national Yaguas ont constitué des motifs suffisants pour que les ambassades de France et d'Allemagne à Lima lui attribuent le Prix Franco - Allemand des Droits Humains et de l'État de Droit que les deux ambassades décernent chaque année (depuis 2016) à des personnalités qui contribuent de façon exceptionnelle à la protection et à la promotion des droits humains et à l'État de droit dans leur pays et au niveau international. En 2019 ce prix a été attribué à 15 personnalités de différentes parties du monde, dont Liz Chicaje Churay. Pendant la cérémonie de remise de prix à Liz qui s'est tenue le 22 janvier 2019 à Lima, l'ambassadeur de France à Lima M. Antoine Grassin s'est exprimé ainsi : « Je me réjouis infiniment que nous ayons remis cette nuit le Prix Franco-Allemand des Droits Humains à Liz Chicaje parmi un ensemble de 15 gagnants dans le monde, je crois qu'il est une preuve du travail emblématique de Liz. Réellement Liz réunit sur sa personne de nombreux critères, celui précisément de défense des communautés indigènes, de leurs droits et de leur existence face à l'invasion d'activités économiques illégales » ; de son coté l'ambassadeur d'Allemagne à Lima M. Stephan Herzberg a souligné : « ...(Le Prix) est bien mérité parce que c'est une personne qui a un grand rôle dans l'établissement du Parc National Yaguas et dans tous les aspects que nous suivons dans cette coopération bilatérale que nous avons au Pérou. »
Mais le travail de Liz ne se limite pas à contribuer à la protection environnementale et à la préservation de la culture indigène, il permet aussi d'améliorer l'économie de beaucoup de femmes et de leurs familles car elle dirige une association d'artisanes qui se consacrent à la confection d'accessoires avec des semences et à la transformation de la fibre naturelle de la chambira (variété de palmier) en sacs et hamacs. De même, elle a créé avec d'autres femmes l'Association de Productrices de la Yuca (manioc). La yuca est non seulement un ingrédient de base pour la préparation du casabe ou pain indigène, mais produit d'autres dérivés utilisés pour la préparation de divers plats qui figurent à la carte de prestigieux restaurants de la capitale péruvienne.
Mère de 5 enfants et habitante d'une communauté qui se trouve en situation de pauvreté et extrême pauvreté, Liz est utilisatrice du Programme National de Soutien Direct aux plus Pauvres - Ensemble que le Ministère de Développement et Inclusion Sociale (MIDIS) met en oeuvre au moyen de stimulants économiques à des familles en situation de pauvreté afin de promouvoir et soutenir leur accès à des services de qualité en éducation, santé, nutrition et identité, par une approche de restitution de ces droits élémentaires, avec la participation organisée et la surveillance des acteurs sociaux de la communauté.
Actuellement Liz est membre actif du Comité de Gestion de la Zone de Conservation Régionale Ampiyacu Apayacu et en collaboration avec le Gouvernement Régional de Loreto et le Président du Comité « dirige une des premières initiatives de co-gestion et gouvernance des grands paysages de Loreto, qui comprend des expériences réussies de gestion à fins commerciales de la ressource forestière et de la faune sylvestre, de l'ordonnancement des pêcheries et la consolidation de la surveillance communale indigène ».

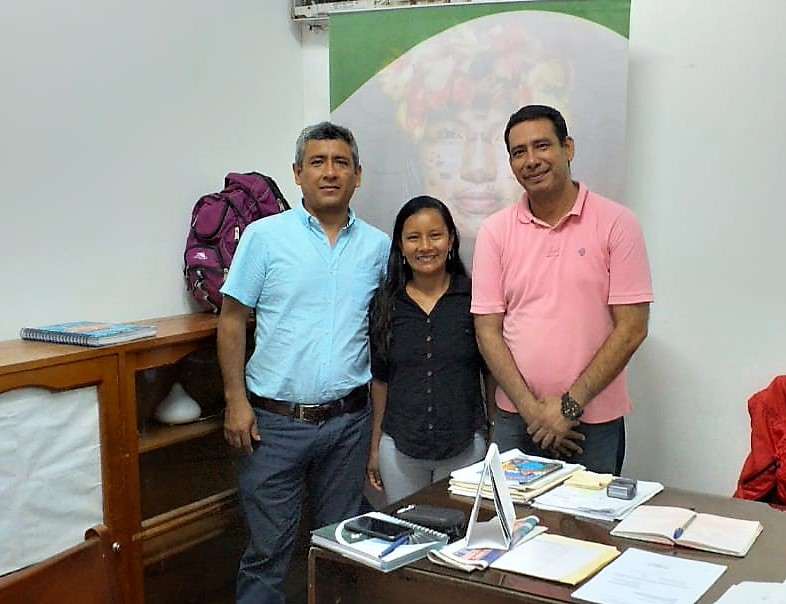
Liz Chicaje au cours d'une de ses coordinations avec le Gérant Régional des Affaires Indigènes du Gouvernement Régional de Loreto, M. Omar Arévalo (au polo rose).

Son travail et son leadership en faveur de la gouvernance, la protection de l'environnement et la préservation de la biodiversité ainsi que de la culture et de l'identité des populations indigènes des abords des rivières Napo, Putumayo et Amazone, à la frontière avec la Colombie et le Brésil, démontrent que la vie de Liz est une constante contribution au développement durable non seulement au Pérou mais du monde entier.

## Responsabilités
- Elle a été Trésorière du Comité du Verre de Lait de sa communauté entre 2012 et 2014[3].
- Elle a été Présidente de la Fédération de Communautés Natives du Ampiyacu (FECONA) entre 2014 et 2016[5].
- Elle est membre de la Commission Ad Hoc du Comité de Classement de la Zone Réservée Yaguas[5].
- Elle est membre de l'Association de Femmes Productrices de Yuca de sa communauté[3].
- Elle est membre de l'Association de Femmes Artisanes du Ampiyacu.

## Réussites
- Son travail pour la protection du territoire des communautés indigènes des ethnies bora, huitoto, okaina et yagua du Ampiyacu lui a permis d'obtenir la propriété officielle de 100,000 hectares en faveur de 13 communautés[3].
- L'effort déployé pour la protection des bois et de la biodiversité de la Zone Réservée Yaguas ont contribué à que celle-ci accède au classement de parc national Yaguas par l'Arrêté Suprême N° 001-2018-MINAM émis par l'État péruvien le 10 janvier 2018, ce qui protège 868.972,84 hectares d'immenses ressources naturelles et la survie de 29 communautés aborigènes qui vivent alentour[1]. Les spécialistes du Field Museum de Chicago ont calculé que deux poissons d'eau douce sur trois habitent à Yaguas en cohabitation avec 100 espèces d'amphibies et reptiles, et que dans son ciel volent 500 espèces d'oiseaux tandis que 160 espèces de mammifères parcourent son sol.

## Prix et reconnaissances
- Le 22 janvier 2019, les ambassades de France et d'Allemagne à Lima lui ont attribué le Prix Franco - Allemand des Droits Humains et de l'État de Droit pour son travail dans la défense des droits indigènes et de l'environnement ainsi que son effort constant pour la bonne gouvernance d'un grand territoire indigène situé entre les rivières Napo, Putumayo et Amazone à la frontière du Pérou avec la Colombie et le Brésil. Ce Prix annuel décerné depuis 2016 est attribué à des personnalités qui ont contribué de façon exceptionnelle à la protection et promotion des droits humains et à l'État de droit dans leur pays et au niveau international. En 2019 le prix a été attribué à 15 personnes, parmi lesquelles Liz Chicaje, la seule péruvienne à obtenir cette récompense; les autres gagnants ont été: Chak Sopheap (Cambodge), Yu Wensheng (Chine), Aminata Traoré (Côte d’Ivoire), Mohamed Lotfy (Égypte), Alfredo Okenve (Guinée-Équatoriale), Nityanand Jayaraman (Inde), Hessen Sayah Corban (Liban), Mekfoula Mint Brahim (Mauritanie), Oyub Titiev (Russie), Anwar au-Bunni (Syrie), Vuyiseka Dubula-Majola (Afrique du Sud), Sirikan Charoensiri (Thaïlande) Daoud Nassar (Territoires palestiniens) et Susana Raffalli Arismendi (Venezuela)[2].
- Le 6 mars 2019, dans le cadre de la commémoration de la Journée Internationale de la Femme, le Ministère de Développement et Inclusion Sociale (MIDIS) du Pérou l'a reconnue et lui a rendu hommage publiquement ainsi qu'à dix autres personnes membres des programmes sociaux du MIDIS pour leur contribution à la lutte contre l'anémie, la protection des bois, la génération de projets productifs et la protection de leurs communautés et culture. Les dix autres femmes récompensées ont été: Rosaura Livaque Vásquez (27 ans, Cajamarca), Adelaida Azañero Tubalino (Huacho), Francisca López Minchan (52 ans, San Juan de Lurigancho), Celia Infante Vite (Tumbes), Edith Laura Quispe (Ucayali), Yonida Cayllahua Vásquez (23 ans, Ayacucho), Rosalbina Valerio Valerio (80 ans, Yauyos). Victoria Fernández Gamboa (46 ans, La Libertad), Rocío Herrera Aquino (24 ans, Huánuco) et Estela Aliaga Flores (70 ans, Comas)[7].
- En 2021, elle a obtenu le Prix Goldman pour l'Environnement.
- Le 5 septembre 2022 le Ministère de la Culture du Pérou l'a reconnue comme Personnalité Méritoire de la Culture[8].